# 毛叶升麻
毛叶升麻（学名：Cimicifuga foetida var. velutina）为毛茛科升麻属下的一个变种。

## 扩展阅读
- 維基物種上的相關：毛叶升麻